# Łukasz Wiśniowski
Łukasz Wiśniowski (Ciechanów, 7 december 1991) is een Pools voormalig wielrenner.

## Overwinningen
2013
1e etappe Ronde van Thüringen
 Pools kampioen tijdrijden, Beloften
 Pools kampioen op de weg, Beloften
2014
Kattekoers
4e etappe Ronde van Normandië
Eindklassement Circuit des Ardennes
2015
1e etappe Ronde van Tsjechië (ploegentijdrit)
2016
1e etappe Ronde van San Luis (ploegentijdrit)

## Resultaten in voornaamste wedstrijden
| Jaar | Ronde van Italië | Ronde van Frankrijk | Ronde van Spanje |
| ---- | ---------------- | ------------------- | ---------------- |
| 2015 |                  |                     |                  |
| 2016 | 136e             |                     |                  |
| 2017 |                  |                     |                  |
| 2018 |                  |                     |                  |
| 2019 |                  | 127e                |                  |
| 2020 |                  |                     | 115e             |
| 2021 | 131e             |                     |                  |
| 2022 |                  |                     |                  |
| 2023 |                  |                     |                  |
| 2024 |                  |                     |                  |

| Jaar | Milaan-San Remo | Gent-Wevelgem | Ronde van Vlaanderen | Parijs-Roubaix | Amstel Gold Race | Luik-Bast.‑Luik | Ronde van Lombardije | Waalse Pijl | Omloop Het Nieuwsblad |  | WK op de weg |  | Wereldranglijsten |
| ---- | --------------- | ------------- | -------------------- | -------------- | ---------------- | --------------- | -------------------- | ----------- | --------------------- |  | ------------ |  | ----------------- |
| 2015 |                 | opgave        |                      |                |                  |                 | opgave               |             |                       |  |              |  |                   |
| 2016 |                 |               |                      |                |                  |                 |                      |             |                       |  | opgave       |  |                   |
| 2017 | 64e             | 109e          | 106e                 | opgave         | opgave           |                 |                      |             |                       |  | 96e          |  | 374e (UWT)        |
| 2018 | opgave          |               |                      |                | opgave           | opgave          |                      |             | ↑                     |  |              |  | 118e (UWT)        |
| 2019 | 86e             | opgave        | 71e                  | 77e            | opgave           |                 |                      |             | 71e                   |  | opgave       |  |                   |
| 2020 |                 |               |                      |                |                  |                 |                      |             |                       |  |              |  |                   |
| 2021 | 58e             | opgave        | 76e                  |                |                  |                 |                      |             | 32e                   |  |              |  |                   |
| 2022 |                 |               | opgave               | 96e            |                  |                 |                      |             | opgave                |  |              |  |                   |
| 2023 | 140e            | opgave        |                      |                |                  |                 |                      |             |                       |  |              |  |                   |
| 2024 |                 |               |                      | opgave         | opgave           | opgave          |                      | opgave      |                       |  |              |  |                   |

### Resultaten in kleinere rondes
| Jaar | Tour Down Under | UAE Tour | Parijs-Nice | Tirreno-Adriatico | Ronde van Romandië | Ronde van Californië | Critérium du Dauphiné | Ronde van Zwitserland | Ronde van Polen | Benelux Tour | Ronde van Guangxi |
| ---- | --------------- | -------- | ----------- | ----------------- | ------------------ | -------------------- | --------------------- | --------------------- | --------------- | ------------ | ----------------- |
| 2016 |                 |          |             |                   | 116e               |                      |                       |                       | opgave          |              |                   |
| 2017 |                 |          |             |                   |                    |                      |                       |                       | 69e             | opgave       | 55e               |
| 2018 | 100e            |          |             |                   |                    | opgave               |                       |                       | 107e            | opgave       |                   |
| 2019 |                 |          |             | 42e               |                    |                      |                       | 101e                  |                 | 62e          |                   |
| 2020 | 48e             |          |             | opgave            |                    |                      | opgave                |                       |                 |              |                   |
| 2021 |                 |          |             | opgave            |                    |                      |                       |                       | 80e             |              |                   |
| 2022 |                 |          | opgave      |                   |                    |                      |                       |                       | 126e            |              |                   |
| 2023 | 114e            | 111e     |             |                   |                    |                      |                       |                       | 104e            | 88e          |                   |
| 2024 |                 |          |             |                   |                    |                      |                       |                       |                 |              |                   |

## Ploegen
- 2013 –  Etixx-iHNed
- 2014 –  Etixx
- 2015 –  Etixx-Quick Step
- 2016 –  Etixx-Quick Step
- 2017 –  Team Sky
- 2018 –  Team Sky
- 2019 –  CCC Team
- 2020 –  CCC Team
- 2021 –  Team Qhubeka-ASSOS
- 2022 –  EF Education-EasyPost
- 2023 –  EF Education-EasyPost
- 2024 –  Bahrain Victorious (vanaf 1 maart)[1]

Alaphilippe · Bouvry · Hník · D. Hoelgaard · M. Hoelgaard · Konrad · Koudela · Sénéchal · Spokes · Vakoč · Verhelst · Wiśniowski · Rumac (stagiair)
Cuadros · Dolezel · Ghistelinck · Guérin · Hirt · Hník · D. Hoelgaard · M. Hoelgaard · Kerkhof · Rumac · Spokes · Wisniowski · Schultz (stagiair)
Alaphilippe · Boonen · Bouet · Brambilla · Cavendish · de la Cruz · Gołaś · Keisse · Kwiatkowski  · Lampaert · Maes · Martin · Meersman · Renshaw · Sabatini · Serry · Štybar · Terpstra · Trentin · Urán · Vakoč · Vandenbergh · Van Keirsbulck · M. Velits · Vermote · Verona · Wisniowski · Contreras (stagiair) · Gaviria (stagiair)
Alaphilippe · Boonen · Bouet · Brambilla · Contreras · de la Cruz · De Plus · Gaviria · Jungels · Keisse · Kittel · Lampaert · Maes · D. Martin · T. Martin   · Martinelli · Meersman · Richeze · Sabatini · Serry · Štybar · Terpstra · Trentin · Vakoč · Vandenbergh · Van Keirsbulck · Velits · Vermote · Verona · Wiśniowski · Costa (stagiair) · García (stagiair) · Sisr (stagiair)
Boswell · Deignan · Dibben · Doull · Elissonde · Froome · Geoghegan Hart · Gołaś · Seb. Henao · Ser. Henao · Intxausti · Kennaugh · Kiryjenka · Knees · Kwiatkowski · Landa · López · Moscon · Nieve · Poels · van Poppel · Puccio · Rosa · Rowe · Stannard · Thomas · Viviani · Wiśniowski
van Baarle · Basso · Bernal · Castroviejo · de la Cruz · Deignan · Dibben · Doull · Elissonde · Froome · Geoghegan Hart · Gołaś · Halvorsen · Seb. Henao · Ser. Henao · Intxausti · Kiryjenka · Knees · Kwiatkowski · Lawless · López · Moscon · Poels · Puccio · Rosa · Rowe · Sivakov · Stannard · Thomas · Wiśniowski
Antunes · Barta · Bernas · Bevin · Černý · ten Dam · De Marchi · Geschke · Gradek · Koch · Mareczko · Owsian · de la Parte · Pauwels · Rosskopf · Sajnok · Schär · Van Avermaet  · Van Hoecke · Van Hooydonck · Van Keirsbulck · Ventoso · Wiśniowski · Zoidl
Barta · Bevin · Černý · De la Parte · De Marchi · Geschke · Gradek · Hirt · Koch · Kotsjetkov · Mareczko · Masnada · Małecki · Paluta · Pauwels · Rosskopf · Sajnok · Schär · Trentin · Valter · Van Avermaet  · Van Hoecke · Van Hooydonck · Van Keirsbulck · Ventoso · Wiśniowski · Zakarin · Zimmermann
Armée · Aru · Barbero · Bennett · Brown · Campenaerts · Claeys · Clarke · Dlamini · Frankiny · Gogl · Hansen · Henao · Janse van Rensburg · Lindeman · Nizzolo  · Pelucchi · Power · Pozzovivo · Schmid · Stokbro · Sunderland · Tanfield · Vacek · Vinjebo · Walscheid · Wiśniowski
Arroyave Cañas · Bettiol · Bissegger   · Caicedo · Camargo · Carr · Carthy · Cepeda (vanaf 1/8) · Chaves · Cort · Doull · Eiking · Guerreiro · Healy · Howes (tot 31/7) · Keukeleire · Kudus · Langeveld · Morton (tot 31/7) · Nakane · Padun · Piccolo (vanaf 1/8) · Powless · Quinn · Rutsch · Scully · Shaw · Steinhauser · Urán · Valgren · J. van den Berg · M. van den Berg · Wiśniowski
Amador · Bettiol · Bissegger   · Caicedo · Camargo · Carapaz · Carr · Carthy · Cepeda · Chaves · Cort · de Bod · Doull · Eiking · Healy · Honoré · Keukeleire · Kudus · Padun · Piccolo · Powless · Quinn · Rutsch · Scully · Shaw · Steinhauser · Urán · J. van den Berg · M. van den Berg · Wiśniowski · van der Lee (stagiair)
Arashiro · Arndt · Bauhaus · Bilbao · Bruttomesso · Buitrago · Buratti · Caruso · Govekar · Gradek · Haig · Kepplinger · Madan · Miholjević · Mohorič · Pasqualon · Pickering · Poels · Price-Pejtersen · Rajović · Scott · Stannard (vanaf 19/8) · Sütterlin · Tiberi · Træen · Tu · Wiśniowski (vanaf 1/3) · Wright · Zambanini · Skerl (stagiair) · van der Meulen (stagiair) · Van Mechelen (stagiair)